# Johan Gustaf Askengren
Johan Gustaf Askengren, född 14 september 1783 i Stockholm, var en svensk prost och politiker.

## Biografi
Askengren utexaminerades från Uppsala universitet och blev sedan kyrkoherde i Svennevad församling.
Askengren var 1853 ordförande för det sista allmänna reformmötet. Genom sitt engagemang i reformvännernas sällskap verkade han för skapandet av en ny statsförvaltning där en rösträttsreform ingick tillika avskaffandet av ståndsriksdagen.
Askengren var gift med Fredrika Gustava Widberg. Makarna fick flera barn, däribland märks Carl Hugo Askengren.